# Der schweigende Engel
Der schweigende Engel ist ein deutsches Filmmelodram von Harald Reinl aus dem Jahr 1954.

## Handlung
Sylvia Verena, Ballettmeisterin an der Oper, lernt in einem Dorf die junge Angelika kennen. Das Mädchen kann seit einem Sturz von einem Baum vor drei Jahren nicht mehr sprechen und hat mit der Zeit gelernt, sich über Gesten verständlich zu machen. Sylvia ist von den grazilen, ausdrucksstarken Bewegungen Angelikas beeindruckt und schlägt ihrer Mutter vor, Angelika zum Ballettunterricht zu schicken. Mutter Helmer hat ein weiteres Kind, den inzwischen erwachsenen Grafiker Andreas. Der geriet auf die schiefe Bahn, als er für die Bande des zwielichtigen Kats Falschgeld zeichnete. Nach mehreren Jahren im Gefängnis wird er nun vorzeitig entlassen. Der Pfarrer seines Heimatortes, der Angelika in Zeichensprache unterrichtet, macht Mutter Helmer klar, dass auch ihre überstrenge Erziehung zu Andreas’ Situation geführt hat.
Andreas wird in der Freiheit von seinem guten Freund Löffel empfangen, der ihn im Gartenhaus seiner Mutter unterbringt. Als Andreas keine Arbeit findet, beteiligt Löffel ihn zudem am Zeitungsaustragen. Die Einnahmen teilen sie und planen, irgendwann einen eigenen Kiosk zu eröffnen. Angelika wird unterdessen von ihrer Mutter bei der Oper zum Ballettunterricht angemeldet. Sylvia nimmt sich des Mädchens persönlich an und gibt ihr Einzelunterricht, damit sie schneller zum Stand der anderen Mädchen aufschließen kann. Angelika ist sehr begabt und lernt schnell. Dies sorgt vor allem beim bisherigen Wunderkind der Gruppe, Charlott, für Neid. Sie lässt Erkundigungen zu Angelika anstellen und erfährt, dass ihr Bruder im Gefängnis gesessen hat. Bei der nächsten Gelegenheit beschuldigt sie Angelika, ihr Geld gestohlen zu haben, und enthüllt die Vergangenheit ihres Bruders. Angelika flieht zu ihrer Mutter aufs Land, kann jedoch von Sylvia zurück in die Stadt geholt werden. Sylvia ist mit dem beruflich erfolgreichen Robert verlobt. Er verlangt von ihr, dass sie ihre Arbeit aufgibt. Sie stimmt zunächst zu, behält ihre Arbeit jedoch, um Angelika weiter unterrichten zu können. Es kommt zum Bruch zwischen Sylvia und Robert.
An der Oper soll ein neues Ballett in den Spielplan aufgenommen werden. Während sich Sylvia für Angelika in der Hauptrolle einsetzt, will ihre Konkurrentin Fräulein Küfner lieber Charlott mit der Rolle besetzt wissen. Beide Lehrerinnen beginnen ihre Schülerinnen auf die Rolle vorzubereiten. Andreas wird unterdessen von Löffels Chef untersagt, weiterhin Zeitungen auszutragen. Die jungen Männer planen nun, sich einen Kiosk zu kaufen, um unabhängig zu sein. Beim Überprüfen eines Angebots trifft Andreas mit Kats zusammen, der den Kiosk verkauft. Kats will Andreas wieder in seine Machenschaften hineinziehen, doch lehnt Andreas eine Zusammenarbeit strikt ab. Angelika, die bei der Unterhaltung dabei war, geht heimlich zu Kats, um ihn für ihren Bruder um den Kiosk zu bitten. Kats verspricht ihr, Andreas den Kiosk preiswert zu verkaufen, wenn sie ihm einen Gefallen tut: Sie soll Besorgungen für ihn machen. Angelika stimmt zu, weiß sie doch nicht, dass Kats den Kiosk schon lange verkauft hat und dass er sie nur benutzt, um schlecht gefälschte 20-Mark-Scheine loszuwerden.
Die Probe, auf der über die Besetzung der Balletthauptrolle entschieden wird, steht an. Charlott steckt Angelika einen Nagel in den Ballettschuh. Angelika gelingt es dennoch, ihre Rolle überzeugend zu tanzen. Erst als ihr Ballettschuh vom Blut verfärbt ist, bricht sie ohnmächtig zusammen. Kats zwingt Angelika, trotz ihrer Fußverletzung weiter für ihn Besorgungen zu machen. Robert sieht sie so auf der Straße und bringt sie in ein Krankenhaus. Er versöhnt sich zudem mit Sylvia. Die Polizei geht unterdessen der Spur der falschen 20-Mark-Scheine nach und kommt auf Angelikas Spur. Die junge Elfie, die im Eisladen arbeitet und Angelika und Andreas kennengelernt hat, hat sich in Andreas verliebt, wollte ihm Arbeit als Grafiker bei ihrem Onkel beschaffen und erfuhr von diesem, dass Andreas wegen Geldfälscherei im Gefängnis war. Angelika hat mit einem falschen Schein bei ihr bezahlt; vor der Polizei leugnet Elfie, dass sie Angelika kennt, informiert jedoch Andreas. Der sucht Kats auf. Es kommt zu einem Zweikampf, bei dem Kats eine Pistole zieht. Im Gerangel schießt Andreas auf ihn und flieht. Er glaubt, Kats erschossen zu haben, verabschiedet sich von Angelika und eilt davon. Angelika folgt ihm und stürzt von einer hohen Treppe. Sie wird ins Krankenhaus eingeliefert; Andreas stellt sich der Polizei. Weil Kats überlebt und gesteht, dass die Pistole ihm gehört, wird Andreas wegen Notwehr freigesprochen. Er erhält später durch Elfies Vermittlung eine Anstellung als Grafiker in einem Großverlag und kommt mit Elfie zusammen. Angelika hat durch den Sturz ihre Sprechblockade überwunden. Sie tritt wenig später im Ballett in der Hauptrolle auf und begeistert das Publikum, bei dem sie sich nach der Vorstellung bedankt.

## Produktion
Der schweigende Engel wurde vom 14. Juli bis 6. September 1954 in Wiesbaden, wo sich auch das Atelier befand, sowie in Kastel, Eltville am Rhein und bei Kaub im Rheintal gedreht. Die Ballettszenen wurden im Staatstheater in Wiesbaden aufgenommen. Die Kostüme schuf Hannelore Wippermann, die Filmbauten stammen von Heinrich Beisenherz. Leila Negra ist im Film mit dem Lied Ein Strauß Vergißmeinnicht, das von Hans Carste geschrieben wurde, zu hören, ihr Gesang wird jedoch von einer anderen Darstellerin gedoubelt.
Der Film erlebte am 21. Oktober 1954 im Würzburger Bavaria seine Premiere.

## Kritik
Für den film-dienst war der Film „farblos, steril und viel zu sentimental.“ „Ohne Worte: Rührstück, zu dem wir schweigen“, fasste Cinema zusammen.

## Auszeichnungen
Von der Filmbewertungsstelle erhielt Der schweigende Engel das Prädikat „wertvoll“.